# Alessandro Lecquio
Alessandro Vittorio Eugenio Lecquio Di Assaba (Lausana, Suiza, 17 de junio de 1960) es un colaborador de televisión hispano-italiano. Conocido con el sobrenombre de  conde Lecquio o Lequio, saltó a la popularidad en España a comienzos de la década de 1990 por su relación con Ana Obregón y sus frecuentes apariciones en la prensa rosa.

## Biografía
Alessandro Lecquio es hijo de Clemente Lecquio Di Assaba (1925-1971) y de Alessandra Torlonia y Borbón (1936-2014). Su padre, un reconocido playboy dedicado a la producción cinematográfica en Latinoamérica, era hijo de Francesco Lecquio di Assaba (1892-1943), el que fuera embajador de la Italia fascista en Madrid durante la Segunda Guerra Mundial. A mediados de la década de 1950, tras enviudar de su primera esposa –María Ferrer Lamaison, una adinerada dama suramericana, fallecida prematuramente en un accidente de automóvil–, Clemente Lecquio heredó una considerable herencia y se trasladó a Italia, desentendiéndose de su primer hijo, Francisco Jorge Luciano (n. 1950), quien posteriormente se vería afectado de problemas mentales. De vuelta en Italia, Clemente Lecquio cortejó a Alessandra ("Sandra") Torlonia y Borbón, hija de la infanta de España Beatriz de Borbón, exiliada en Roma tras el destronamiento de Alfonso XIII en 1931, y de Alessandro Torlonia, V príncipe de Civitella-Cesi, perteneciente a la influyente familia Torlonia –el título de príncipe de Civitella-Cesi fue comprado al papa de Roma, de quien los Torlonia eran banqueros–. Tanto la familia real española en el exilio como los Torlonia desaprobaron este romance, pues no veían con buenos ojos a un joven con fama de cazafortunas, sin título nobiliario y cuya familia estaba vinculada al fascismo, pero no pudieron evitar que la pareja se acabara casando, en secreto y de madrugada, en 1958. De aquel matrimonio nacerían Alessandro (n. 1960) y Desideria (n. 1962).
En 1971, cuando Alessandro Lecquio tenía 11 años de edad, su padre falleció en trágicas circunstancias y su madre decidió enviarle a estudiar al Real Colegio Carlo Alberto, un internado católico en las inmediaciones de Turín, en el norte de Italia. La férrea disciplina del internado y los habituales castigos físicos que se daban en él le llevaron a pedir a su madre que le sacara de allí, con lo que fue trasladado al Instituto Montana Zugerberg, en la ciudad suiza de Zúrich. Posteriormente retornaría a Turín para estudiar Historia en la Universidad de Turin, donde se licenciaría en 1986.
El 12 de octubre de 1987, tras cuatro meses de relación, Alessandro Lecquio contrajo matrimonio civil en el Ayuntamiento de Milán con la modelo de Armani Antonia Dell’Atte, con quien tuvo un hijo, Clemente Lorenzo (n. 2 de abril de 1988). Paradójicamente, Donna Sandra, la madre de Alessandro Lecquio, que en su juventud había padecido el rechazo familiar a su relación amorosa, no acudió a la boda de su hijo, por no aceptar el origen humilde y el trabajo como modelo de la novia. En 1990 el matrimonio y su hijo, después de pasar una breve estancia en Polonia, se trasladó a España, estableciendo su residencia en Madrid. Tras su ruptura con la modelo italiana, ocasionada entre otras causas por la relación extramatrimonial que Alessandro Lecquio inició con Ana Obregón, hija de un poderoso empresario de la construcción y popular personaje televisivo, ocupó numerosas portadas de la prensa rosa, alimentando una fama de dandy y conquistador. Desde entonces y durante los siguientes 20 años, Alessandro Lecquio no tuvo contacto con su hijo Clemente.
Formalizó su nueva relación, aunque sin llegar nunca a casarse, con Ana Obregón, con quien tuvo su segundo hijo, Alejandro Alfonso (n. 23 de junio de 1992), fallecido en 2020 a causa de un sarcoma de Ewing que le fue diagnosticado dos años antes. La relación con Ana Obregón se rompió en 1994, teniendo el hijo de ambos dos años de edad, al hacerse pública la infidelidad de Lecquio con la azafata Silvia Tinao, exmujer del empresario argentino Claudio Montes. Según relata la propia Ana Obregón en su libro autobiográfico Así soy yo: "Todo el mundo sabe que me puso los cuernos. Fue una época dolorosa y fui la cornuda nacional." Añade Ana Obregón que Lecquio se fue de casa con su nueva pareja, "pero me seguía llamando y yo grababa esas conversaciones. Me decía que quería volver conmigo y que su amante tenía celulitis, así que grabé esa conversación, llamé a la puerta de la amante y le di la cinta. Lo dejaron".
Posteriormente protagonizaría algunos escándalos muy sonados en la prensa rosa, como la publicación en febrero de 1999 por la revista Interviú de unas fotos en las que aparecía compartiendo cama con la modelo Mar Flores en el Hotel d'Inghilterra de Roma, mientras ésta mantenía una relación con el empresario Fernando Fernández-Tapias.
El 15 de noviembre de 2008 contrajo matrimonio en la iglesia monacal de Santa María la Real de Sacramenia (Segovia) con María Palacios Milla, con la que tuvo su tercera hija, Ginevra Ena (n. 17 de agosto de 2016). En 2017 el matrimonio y su hija se instalaron en un chalet de la urbanización Ciudad de Santo Domingo, construida a finales de los años sesenta en Algete, al norte de Madrid.
En marzo de 2023 se convirtió en abuelo gracias a su expareja Ana Obregón que a través de los registros biológicos del hijo que ambos tuvieron en común y una madre gestante consiguió dar vida a una niña llamada Ana Sandra. Lecquio afirmó dudar de su parentesco y no querer seguir haciendo declaraciones en público al respecto.
Es primo segundo de la actriz estadounidense Brooke Shields y sobrino tercero de la actriz estadounidense Glenn Close.

## Uso indebido del título de conde
Alessandro Lecquio es nieto por línea materna de la infanta Beatriz de Borbón, siendo así bisnieto de Alfonso XIII, sobrino nieto de Juan de Borbón, sobrino segundo de Juan Carlos I y primo segundo de Felipe VI. A pesar de ello, de su madre, fallecida en Roma en 2014, no heredó ningún título nobiliario –el pedigrí de Sandra Torlonia procedía únicamente de los apellidos que ostentaba, pues su madre, Beatriz de Borbón, hubo de renunciar a sus derechos de sucesión al trono de España en 1935 al casarse con Alessandro Torlonia, V príncipe de Civitella-Cesi, y el título de éste fue heredado por su segundo vástago, Marco Torlonia; asimismo, Sandra Torlonia no formaba parte de la familia real española, dado que su parentesco con Alfonso XIII era por línea femenina–.
Su padre, Clemente Lecquio, que no tenía orígenes aristocráticos, recibió un título concedido por el rey destronado de Italia, Humberto de Saboya, cuando éste se encontraba exiliado en la población portuguesa de Estoril. Dicho título, otorgado en 1963, consistía en un condado con el apellido Lecquio di Assaba. A la muerte de su padre, producida en 1971 tras precipitarse desde un balcón de su casa de Turín, Alessandro Lecquio se consideró heredero del título de conde, y comenzó a usarlo en público.
Sin embargo, tal como expone Juan Balansó en su obra La Familia Real y la familia irreal (1992), el expresado título de conde no figura en el Almanaque de Gotha –el registro de linajes de la aristocracia europea– y nunca ha tenido existencia legal en Italia, con lo que se considera un título nulo y sin valor nobiliario –Balansó lo define como "condado fantasma"–. Este extremo es confirmado por la publicación especializada en Derecho nobiliario Hidalguía, en cuyo número 258 se recoge una sección dedicada a "Los títulos de nobleza otorgados o confirmados en el exilio por reyes y pretedientes". En dicha sección se detalla lo siguiente: 

"Humberto de Saboya, presionado por partidarios suyos, concedió títulos en el exilio que no pasan, como valor positivo, del puramente sentimental, es decir, en realidad no tienen ninguno. Son títulos de cortesía, allí donde le quieran tener ésta. [...] En verdad los títulos concedidos por monarcas destronados, sus hijos y sucesores carecen de valor alguno."

Con todo, aun careciendo de validez en el Gotha europeo y en la legislación italiana, la herencia del título le correspondería al primogénito de su padre, su hermanastro italo-uruguayo Francisco Jorge Luciano, con lo que la utilización del mismo por parte de Alessandro Lecquio sin la previa concesión de su legítimo heredero sería considerada como usurpación y uso indebido.
En el portal de genealogía Geneall, el simbólico condado Lecquio di Assaba figura a nombre de Francesco Lequio di Assaba, intitulado "2º conte Lecquio di Assaba".

## Acusaciones de malos tratos y violencia de género
En una entrevista realizada en el programa Tómbola, emitido por Canal Nou, el periodista Jesús Mariñas preguntó a Alessandro Lecquio si en alguna ocasión había agredido a alguna mujer, a lo que Lecquio contestó: "Sí, yo he tirado bofetones a las mujeres. Sí, me ha pasado. Es un bofetón light, no es un bofetón... No encuentro que haya nada de malo". Estas palabras provocaron la indignación de los colaboradores que se encontraban en el programa, contestando la periodista Pilar Eyre: "eso son malos tratos". También en el programa Tómbola, Alessandro Lecquio hizo unas manifestaciones por las que fue acusado de machista, al afirmar que le gustaban las mujeres “que en la cocina son cocineras, en el salón son señoras y en la cama, putas”.
La periodista y escritora Ruth Baza, autora de La dolce vita de Alessandro Lecquio, biografía no autorizada publicada en 1999 con el respaldo y el prólogo del escritor Leopoldo Alas, reveló en su obra los malos tratos que Alessandro Lecquio infligió en repetidas ocasiones tanto a su exmujer Antonia Dell’Atte como a su expareja Ana Obregón. En las entrevistas y charlas que Ruth Baza mantuvo con Lecquio para la preparación de su libro, éste minimizaba el maltrato e incluso se jactaba de ello, lo cual llevó a Ruth Baza a expresar su condena en los duros términos siguientes:

"Un hombre que es capaz de golpear a una mujer es un gran cobarde y un hijo de puta redomado. Tomar a una mujer por la fuerza bruta es un delito denunciable y punible ante la ley, aunque a Alessandro le suene a chufla y repita sin cesar que sus peleas con las mujeres que amó, no pasaron de un "simple" cachete. Siempre da la sensación de que no podía estar con ellas ni sin ellas, y que una torta a tiempo siempre garantizaba la sumisión de la mujer. Craso error, evidentemente."

Lecquio trató en vano de secuestrar el libro tras su publicación y demandó a la editorial por presuntos daños morales. La jueza instructora falló en contra de Lecquio de forma concluyente. Lecquio apeló entonces al Tribunal Superior de Justicia de Madrid, perdiendo nuevamente el litigio, y por último recurrió en casación al Tribunal Supremo, que confirmó el fallo de las instancias anteriores y archivó el caso en 2004.
Por su parte, Antonia Dell’Atte denunció reiteradamente haber sido maltratada por Alessandro Lecquio durante sus años de matrimonio. En 2001, en el programa Gente, de Televisión Española, la exmodelo italiana manifestó: “Yo he vivido tres años y medio casada con él, [tres años y medio] de malos tratos físicos y psíquicos". Poco después amplió su denuncia, indicando que Lecquio le "pegaba patadas durante su embarazo". En 2002, en un artículo publicado en El Mundo, Dell’Atte, expresó: "Él [Lecquio] cuando pegaba utilizaba un arma, el kárate. Perdía los nervios con cualquier pretexto, en cualquier circunstancia. No llevo la cuenta de la cantidad de agresiones que se sucedieron a lo largo de los años. Pero en aquella ocasión me rompió la rodilla al perder el equilibrio. Fue en Polonia”.
Con motivo de estas declaraciones, Alessandro Lecquio se querelló contra su exesposa por calumnias. Sin embargo, en 2004 los tribunales de justicia señalaron que Antonia Dell’Atte había dicho la verdad, siendo archivada la citada querella. Entre otras pruebas, Dell'Atte aportó al procedimiento una denuncia presentada por ella el 9 de marzo de 1991 en la comisaría de Chamberí por malos tratos físicos y psíquicos a manos de Lecquio y unas cartas que le mandó el propio Lecquio, escritas de su puño y letra, en las que reconocía haberle maltratado y le pedía perdón. En el auto judicial de 30 de junio de 2004 que declaraba el archivo de la causa se leía lo siguiente: "el Juzgado ha entendido que había elementos suficientes para que se dé la exceptio veritatis, lo cual quiere decir que la señora Dell´Atte decía la verdad en las manifestaciones que había hecho. Éste es el motivo por el que se ha ordenado el archivo de las actuaciones".
En julio de 2020, tras su aparición en el programa Lazos de sangre, de Televisión Española, Antonia Dell’Atte emitió un comunicado publicado en diversos medios de comunicación españoles, en el que reiteraba: "El maltratador diabólico, que me ha maltratado y he denunciando en España, y he sido la primera en decirlo, se llama Alessandro Lequio di Assaba. Toda la prensa y los cómplices han escondido la verdad, disfrazándola de mentiras".
En abril de 2021, con motivo de la emisión de la serie documental biográfica Rocío, contar la verdad para seguir viva, Alessandro Lecquio realizó una serie de declaraciones sobre Rocío Carrasco por las que fue calificado de misógino. La propia Rocío Carrasco, al ser preguntada por las citadas declaraciones, reaccionó concluyendo que "perro no come perro", aludiendo así a la condición de maltratador que Alessandro Lecquio compartiría con Antonio David Flores, el exmarido de Rocío Carrasco, al que ésta acusaba en el documental de haber ejercido malos tratos contra ella durante años. A causa de esta polémica, Antonia Dell’Atte volvió a reiterar su denuncia sobre Alessandro Lecquió, calificándole de "agresivo" y "mentiroso", y recordando que "la Justicia ha dicho que este individuo es un maltratador. Si en el sitio donde trabaja son coherentes, espero que lo echen de esa cadena de televisión". Dell’Atte señaló también a los periodistas de la prensa rosa Ana Rosa Quintana, María Patiño, Rosa Villacastín, María Teresa Campos, Boris Izaguirre y María Eugenia Yagüe como "cómplices que han encubierto la pura y sagrada verdad". Debido a estos hechos, se inició una protesta en las redes sociales exigiendo la expulsión de Alessandro Lecquio de El programa de Ana Rosa.
En 2024, Bárbara Rey expone las llamadas "Cartas de la vergüenza de Alessandro Lecquio" en las que reconoce haber pegado a mujeres.

## Trayectoria profesional
Alessandro Lecquio es licenciado en Historia por la Universidad de Turín (1986). Formó parte del cuerpo deportivo de la policía italiana, denominado Fiamme Oro. Poco después de casarse con Antonia Dell’Atte dejó su trabajo en la policía para pasar al departamento de actividades internacionales de la empresa automovilística FIAT. Su primer destino, en mayo de 1989, fue Varsovia, siendo enviado un año después a Madrid, como adjunto del presidente de FIAT Ibérica, Paolo Annibaldi. La periodista Ruth Baza, en la biografía que escribió sobre Alessandro Lecquio, describía este puesto como “vacío de contenido porque no tenía secretaria, valorado en unas 300.000 pesetas y conseguido a través de influencias" –el dueño de FIAT, Gianni Agnelli, era íntimo amigo de su madre Sandra y tío materno de su primo Giovanni Torlonia–.
En 1992 fue despedido de su trabajo en FIAT. Posteriormente pasó a ganarse la vida dando clases de defensa personal en un gimnasio instalado en 1993 por la familia de su entonces pareja, Ana Obregón, en la madrileña calle de Serrano –el gimnasio quebraría y acabaría cerrando en 1995–. A su vez, comenzó a conceder entrevistas exclusivas en la prensa rosa y a intervenir en programas de televisión. Preguntado por Ruth Baza acerca de la comercialización de su vida personal en los medios, Alessandro Lecquio contestó con las siguientes palabras textuales: 

"Saben que vendo parcelas de mi vida y me consideran una prostituta. Todos somos prostitutas en potencia porque todos tenemos un precio, todos nos acabamos vendiendo más tarde o más temprano... Si tengo que ser una puta, seré la mejor. Vendo, he vendido y seguiré vendiendo".

Desde 2005 participa como colaborador en El programa de Ana Rosa, emitido en Telecinco.

## Intervenciones en televisión
Ha realizado algún cameo en series televisivas y ha participado como colaborador en programas de televisión y concursos de telerrealidad.
Series
- ¡Ala... Dina!, (2000), TVE.
- Yo soy Bea, (2006), Telecinco.

Programas de televisión
- Día a día, como colaborador (1996 - 2004), Telecinco.
- Grand Prix del verano, como padrino (1996), TVE.
- Tu Dirás, como colaborador (2001), Telecinco.
- Crónicas Marcianas, como colaborador (1997 - 2005), Telecinco.
- El programa de Ana Rosa, como colaborador (2005 - 2023), Telecinco.
- TNT, como colaborador (2005 - 2007), Telecinco.
- Supervivientes, como colaborador (2006), Telecinco.
- I Love Escassi, como colaborador (2011), Telecinco
- Hable con ellas, como invitado (2014), Telecinco.
- Ex, ¿qué harías por tus hijos?, como colaborador (2014), Telecinco.
- Algo pasa con Ana, como él mismo (2016), DKiss.
- La vida sin filtros. Colaborador.

Telecinco
- Vamos a ver. Colaborador. Telecinco
- Bárbara Rey, mi verdad, como colaborador (2024), Telecinco

## Ancestros
| \| \| \| \| \| \| \| \| \| \| \| \| \| \| \| \| \| \| \| \| 8. Clemente Lequio di Assaba \| \| \| \| \| \| \| \| \| \| \| \| \| \| \| \| \| \| \| \| \| \| \| \| \| \| \| \| \| \| \| \| \| \| \| \| \| \| \| \| \| \| \| \| \| \| \| \| \| \| \| \| \| \| 4. Nobile Francesco Lequio di Assaba \| \| \| \| \| \| \| \| \| \| \| \| \| \| \| \| \| \| \| \| \| \| \| \| \| \| \| \| \| \| \| \| \| \| \| \| \| \| \| \| \| \| \| \| \| \| \| \| \| \| \| \| \| \| 9. Luisa Gerenzani \| \| \| \| \| \| \| \| \| \| \| \| \| \| \| \| \| \| \| \| \| \| \| \| \| \| \| \| \| \| \| \| \| \| \| \| \| \| \| \| \| \| \| \| \| \| \| \| \| \| \| \| \| \| 2. Clemente, I conde Lequio di Assaba \| \| \| \| \| \| \| \| \| \| \| \| \| \| \| \| \| \| \| \| \| \| \| \| \| \| \| \| \| \| \| \| \| \| \| \| \| \| \| \| \| \| \| \| \| \| \| \| \| \| \| \| \| \| 5. Maria Francesca Casciani \| \| \| \| \| \| \| \| \| \| \| \| \| \| \| \| \| \| \| \| \| \| \| \| \| \| \| \| \| \| \| \| \| \| \| \| \| \| \| \| \| \| \| \| \| \| \| \| \| \| \| \| \| \| 1. Alessandro Lequio di Assaba \| \| \| \| \| \| \| \| \| \| \| \| \| \| \| \| \| \| \| \| \| \| \| \| \| \| \| \| \| \| \| \| \| \| \| \| \| \| \| \| \| \| \| \| \| \| \| \| \| \| \| \| \| \| 12. Marino Torlonia, IV príncipe de Civitella-Cesi \| \| \| \| \| \| \| \| \| \| \| \| \| \| \| \| \| \| \| \| \| \| \| \| \| \| \| \| \| \| \| \| \| \| \| \| \| \| \| \| \| \| \| \| \| \| \| \| \| \| \| \| \| \| 6. Alessandro Torlonia, V príncipe de Civitella-Cesi \| \| \| \| \| \| \| \| \| \| \| \| \| \| \| \| \| \| \| \| \| \| \| \| \| \| \| \| \| \| \| \| \| \| \| \| \| \| \| \| \| \| \| \| \| \| \| \| \| \| \| \| \| \| 13. Mary Elsie Moore \| \| \| \| \| \| \| \| \| \| \| \| \| \| \| \| \| \| \| \| \| \| \| \| \| \| \| \| \| \| \| \| \| \| \| \| \| \| \| \| \| \| \| \| \| \| \| \| \| \| \| \| \| \| 3. Princesa Alessandra Torlonia de Civitella-Cesi \| \| \| \| \| \| \| \| \| \| \| \| \| \| \| \| \| \| \| \| \| \| \| \| \| \| \| \| \| \| \| \| \| \| \| \| \| \| \| \| \| \| \| \| \| \| \| \| \| \| \| \| \| \| 14. Alfonso XIII, rey de España \| \| \| \| \| \| \| \| \| \| \| \| \| \| \| \| \| \| \| \| \| \| \| \| \| \| \| \| \| \| \| \| \| \| \| \| \| \| \| \| \| \| \| \| \| \| \| \| \| \| \| \| \| \| 7. Infanta Beatriz de Borbón \| \| \| \| \| \| \| \| \| \| \| \| \| \| \| \| \| \| \| \| \| \| \| \| \| \| \| \| \| \| \| \| \| \| \| \| \| \| \| \| \| \| \| \| \| \| \| \| \| \| \| \| \| \| 15. Princesa Victoria Eugenia de Battenberg \| \| \| \| \| \| \| \| \| \| \| \| \| \| \| \| \| \| \| \| \| \| \| \| \| \| \| \| \| \| \| \| \| \| \| \| \| \| \| \| \| \| \| \| \| \| \| \| \| \| \| \| |                                                      |  |  |  |  |  |  |  |  |  |  |  |  |  |  |  |
| |                                                      |  |  |  |  |  |  |  |  |  |  |  |  |  |  |  |
| | 8. Clemente Lequio di Assaba                         |  |  |  |  |  |  |  |  |  |  |  |  |  |  |  |
| |                                                      |  |  |  |  |  |  |  |  |  |  |  |  |  |  |  |
| |                                                      |  |  |  |  |  |  |  |  |  |  |  |  |  |  |  |
| | 4. Nobile Francesco Lequio di Assaba                 |  |  |  |  |  |  |  |  |  |  |  |  |  |  |  |
| |                                                      |  |  |  |  |  |  |  |  |  |  |  |  |  |  |  |
| |                                                      |  |  |  |  |  |  |  |  |  |  |  |  |  |  |  |
| | 9. Luisa Gerenzani                                   |  |  |  |  |  |  |  |  |  |  |  |  |  |  |  |
| |                                                      |  |  |  |  |  |  |  |  |  |  |  |  |  |  |  |
| |                                                      |  |  |  |  |  |  |  |  |  |  |  |  |  |  |  |
| | 2. Clemente, I conde Lequio di Assaba                |  |  |  |  |  |  |  |  |  |  |  |  |  |  |  |
| |                                                      |  |  |  |  |  |  |  |  |  |  |  |  |  |  |  |
| |                                                      |  |  |  |  |  |  |  |  |  |  |  |  |  |  |  |
| | 5. Maria Francesca Casciani                          |  |  |  |  |  |  |  |  |  |  |  |  |  |  |  |
| |                                                      |  |  |  |  |  |  |  |  |  |  |  |  |  |  |  |
| |                                                      |  |  |  |  |  |  |  |  |  |  |  |  |  |  |  |
| | 1. Alessandro Lequio di Assaba                       |  |  |  |  |  |  |  |  |  |  |  |  |  |  |  |
| |                                                      |  |  |  |  |  |  |  |  |  |  |  |  |  |  |  |
| |                                                      |  |  |  |  |  |  |  |  |  |  |  |  |  |  |  |
| | 12. Marino Torlonia, IV príncipe de Civitella-Cesi   |  |  |  |  |  |  |  |  |  |  |  |  |  |  |  |
| |                                                      |  |  |  |  |  |  |  |  |  |  |  |  |  |  |  |
| |                                                      |  |  |  |  |  |  |  |  |  |  |  |  |  |  |  |
| | 6. Alessandro Torlonia, V príncipe de Civitella-Cesi |  |  |  |  |  |  |  |  |  |  |  |  |  |  |  |
| |                                                      |  |  |  |  |  |  |  |  |  |  |  |  |  |  |  |
| |                                                      |  |  |  |  |  |  |  |  |  |  |  |  |  |  |  |
| | 13. Mary Elsie Moore                                 |  |  |  |  |  |  |  |  |  |  |  |  |  |  |  |
| |                                                      |  |  |  |  |  |  |  |  |  |  |  |  |  |  |  |
| |                                                      |  |  |  |  |  |  |  |  |  |  |  |  |  |  |  |
| | 3. Princesa Alessandra Torlonia de Civitella-Cesi    |  |  |  |  |  |  |  |  |  |  |  |  |  |  |  |
| |                                                      |  |  |  |  |  |  |  |  |  |  |  |  |  |  |  |
| |                                                      |  |  |  |  |  |  |  |  |  |  |  |  |  |  |  |
| | 14. Alfonso XIII, rey de España                      |  |  |  |  |  |  |  |  |  |  |  |  |  |  |  |
| |                                                      |  |  |  |  |  |  |  |  |  |  |  |  |  |  |  |
| |                                                      |  |  |  |  |  |  |  |  |  |  |  |  |  |  |  |
| | 7. Infanta Beatriz de Borbón                         |  |  |  |  |  |  |  |  |  |  |  |  |  |  |  |
| |                                                      |  |  |  |  |  |  |  |  |  |  |  |  |  |  |  |
| |                                                      |  |  |  |  |  |  |  |  |  |  |  |  |  |  |  |
| | 15. Princesa Victoria Eugenia de Battenberg          |  |  |  |  |  |  |  |  |  |  |  |  |  |  |  |
| |                                                      |  |  |  |  |  |  |  |  |  |  |  |  |  |  |  |
| |                                                      |  |  |  |  |  |  |  |  |  |  |  |  |  |  |  |

## Obras
- La familia. Madrid: La Esfera de los Libros, 2005. ISBN 84-9734-382-4